# Rituals
Rituals je dvanaesti studijski album grčkog ekstremnog metal sastava Rotting Christ. Album je objavljen 12. veljače 2016. godine, a objavila ga je diskografska kuća Season of Mist.

## Popis pjesama
Sve skladbe napisao je Sakis Tolis, osim "The Four Horsemen", koju je napisala skupina Aphrodite's Child, i "Του θάνατου (Tou Thanatou)", koju je skladao Nikos Xilouris; tekst za "For a Voice Like Thunder" preuzet je iz drame "King Edward the Fourth" koju je napisao William Blake.
| 1.    | »In Nomine Dei Nostri« (latinski za "U ime našeg Boga")                                      | 4:57 |
| 2.    | »זה נגמר (Ze Nigmar)« (hebrejski za "Gotovo je")                                             | 4:43 |
| 3.    | »Ἐλθὲ κύριε (Elthe Kyrie)« (grčki za "Dođi Gospodaru")                                       | 4:49 |
| 4.    | »Les Litanies de Satan (Les Fleurs du Mal)« (francuski za "Litanije Sotone (Cvjetovi zla)")  | 3:55 |
| 5.    | »Ἄπαγε Σατανά (Apage Satana)« (grčki za "Odlazi, Sotono")                                    | 3:50 |
| 6.    | »Του θάνατου (Tou Thanatou)« (grčki za "Od smrti")                                           | 3:37 |
| 7.    | »For a Voice like Thunder«                                                                   | 6:11 |
| 8.    | »Konx om Pax« (grčki za "Gledaj i ne šteti"; egipatski za "Svjetlo koje teče jednom zrakom") | 6:21 |
| 9.    | »देवदेवं (Devadevam)« (sanskrt za "Bog Bogova")                                                 | 5:18 |
| 10.   | »The Four Horsemen«                                                                          | 5:24 |
| 49:05 |                                                                                              |      |

| Digipak izdanje | Digipak izdanje | Digipak izdanje | Digipak izdanje | Digipak izdanje | Digipak izdanje | Digipak izdanje | Digipak izdanje | Digipak izdanje | Digipak izdanje |
| Br.             | Skladba         | Trajanje        |                 |                 |                 |                 |                 |                 |                 |
| --------------- | --------------- | --------------- | --------------- | --------------- | --------------- | --------------- | --------------- | --------------- | --------------- |
| 11.             | »Lok'tar Ogar«  | 4:25            |                 |                 |                 |                 |                 |                 |                 |
| 53:30           |                 |                 |                 |                 |                 |                 |                 |                 |                 |

## Zasluge
| Rotting Christ - Sakis Tolis — vokali, gitara, bas-gitara, klavijature, produkcija, miksanje, mastering - Themis Tolis — bubnjevi Dodatni glazbenici - Vagelis Karzis — prateći vokali - George Emmanuel — prateći vokali, glavna gitara (na pjesmi 3), snimanje - Manolis Antzoletakis — prateći vokali - Giorgos Petratos — prateći vokali - Theodoros Aivaliotis — vokali (zbor) - Giannis Stamatakis — vokali (zbor) - Babis Alexandropoulos — vokali (zbor) - George Zacharopoulos — dodatni vokali (na pjesmi 1) - Danai Katsameni — dodatni vokali (na pjesmi 3) - Vorph — dodatni vokali (na pjesmi 4) - Nick Holmes — dodatni vokali (na pjesmi 7) - Kathir — dodatni vokali (na pjesmi 9) - Nikos Veletzas — udaraljke - George Anamouroglou — udaraljke - Fotis Benardo — udaraljke - Alexandros Kalfakis — udaraljke - Konstantis Mpistolis — gajde (na pjesmama 3, 9) - Giorgos Nikas — gajde (na pjesmama 3, 9) - Nikola Nikita Jeremić — okrestar (na pjesmama 1, 7) | Ostalo osoblje - Jens Bogren — miksanje, mastering - Sakis Tolis — produciranje, mastering, miksanje - George Emmanuel — snimanje - Adrien Bousson — dizajn - Ester Segarra — omot albuma |